# Rosetta (Band)
Rosetta ist eine US-amerikanische Post-Metal-Band aus Philadelphia. Obwohl die Mitglieder sich gegen den Begriff des Post Metals sträuben, nehmen sie in diesem noch jungen Genre eine Vorreiterrolle ein.

## Geschichte
Die Mitglieder von Rosetta kannten sich bereits in der High School und spielten zuvor in diversen Bands. In quasi letzter Minute entschieden sie sich, am 20. August 2003 zusammen ein Konzert zu spielen, das sie, nach nur drei gemeinsamen Proben, gezwungenermaßen improvisierten. Danach entschieden sie sich, mehr Lieder zu schreiben, Shows zu spielen und schließlich ihre erste Demo aufzunehmen, in der sie vier Lieder veröffentlichten. Diese lenkte die Aufmerksamkeit des Labels Translation Loss Records auf sich, welches sie unter Vertrag nahm.
Ihr erstes Album The Galilean Satellites aus dem Jahr 2005 stellte, für ein Debütalbum, ein enorm ehrgeiziges Projekt dar. Das Album besteht aus zwei separaten Disks, eine mit eher Metal-orientierten Klängen, die andere mit Ambient-Sound. Die beiden CDs sind so konzipiert, dass sie parallel miteinander abgespielt und somit kombiniert werden können. Zunächst als eine Scheibe geplant, wurde aber so viel Material generiert, dass die Band zwei Tonträger füllen konnte.
Rosettas zweiter Release Project Mercury war eine Split-EP mit Balboa, herausgegeben am 24. April 2007.
Nach einer US-Tour im Juli erschien dann am 2. Oktober 2007 das zweite Album der Band Wake/Lift, wieder auf Translation Loss. Neben einer weiteren US-Tournee tourten die US-Amerikaner im Juni 2008 erstmals durch Australien.
2009 erschien eine weitere dreigeteilte Split-EP auf Vinyl mit Year of No Light und East of the Wall.
Ihr aktuelles drittes Album A Determinism of Morality kam am 25. Mai 2010 heraus und wurde von Andrew Schneider aufgenommen.

## Stil
Rosetta selbst bezeichnen ihre Musik oft als Metal für Astronauten. Auch wenn dies mit einem ironischen Unterton gemeint ist, spiegelt sich ihr durchaus ernstes Interesse für das Weltall in ihren Themen und Songtexten wider.
In ihrer Musik finden sich Einflüsse aus Genres wie Post-Hardcore, Sludge, Drone und Ambient, zu ihren erklärten musikalischen Einflüssen gehören Jeff Buckley oder Stars of the Lid genau so wie die Post-Metal Größen Isis oder Neurosis. Darauf angesprochen, distanzieren sie sich jedoch sowohl vom Begriff Post als auch vom Genre Metal an sich. Generell lehnen sie jede Kategorisierung ihrer Musik ab.
Musikalisch basieren viele von Rosettas Kompositionen auf genretypischen Klangteppichen von E-Gitarre, Bass und Schlagzeug und dem Wechsel von ruhigen/leisen zu intensiven/lauten Passagen. Darübergelegt werden die meist tiefen Growls von Sänger Michael Armine. Auf ihrem Album A Determinism of Morality war zum ersten Mal Bassist David Grossman in Release zu hören, in der er eine Passage mit clean Vocals beisteuert.

## Diskografie
- 2004: Demo (Demo, Selbstverlag)
- 2005: The Galilean Satellites (Album, Translation Loss Records)
- 2007: Project Mercury (Split-EP mit Balboa, Level Plane Records)
- 2007: Wake/Lift (Album, Translation Loss Records)
- 2007: The Cleansing Undertones of Wake/Lift (Album, Translation Loss Records)
- 2009: 3 Way Split (Split-EP mit Year of No Light und East of the Wall Translation Loss Records)
- 2010: A Determinism of Morality (Album, Translation Loss Records)
- 2011: Split (Split-EP mit Junius Translation Loss Records / The Mylene Sheath)
- 2013: The Anaesthete (Album, Debemur Morti)
- 2015: Quintessential Ephemera (Album, Golden Antenna)
- 2016: A Dead-Ender’s Reunion (Download-Kompilation, Selbstverlag)
- 2017: Utopoid (Download-Album, Selbstverlag)